# Top Ten Club
The Top Ten Club var en musikklubb i Hamburg, Tyskland som ägdes av Peter Eckhorn. Adressen i Hamburg-området St. Pauli var Reeperbahn 136.
Klubben var bland annat känd för att The Beatles spelade där från mars till juni 1961.